# Prangos akymatodes
Prangos akymatodes är en flockblommig växtart som beskrevs av Karl Heinz Rechinger och Harald Harold Udo von Riedl. Prangos akymatodes ingår i släktet Prangos och familjen flockblommiga växter. Inga underarter finns listade i Catalogue of Life.